# بخش سنگیلیفسکی
بخش سنگیلیفسکی (به لاتین: Sengileyevsky District) یک منطقهٔ مسکونی در روسیه است که در استان اولیانوفسک واقع شده‌است.